# 蒙哥馬利縣 (愛阿華州)
蒙哥馬利縣（英語：Montgomery County）是美国艾奥瓦州西南部的一個郡，面積1,100平方公里。根據2020年美國人口普查，共有人口10,330人。縣治雷德奧克（Red Oak）。該縣成立於1851年1月15日，縣名紀念美國獨立戰爭中戰死的理查德·蒙哥马利。